# Głubczyce
Głubczyce (tyska: Leobschütz), är en stad i Opole vojvodskap i södra Polen vid
Oders biflod Psina.
Głubczyce fanns redan på 900-talet och var 1524-1623 huvudstad i det brandenburgska furstendömet Jägerndorf. 
- Wikimedia Commons har media som rör Głubczyce.